# كوين نيجا
الملكة نيجا (بالإنجليزية: Queen Naija)‏، ولدت الملكة نيجا بولز في 17 أكتوبر 1995 في يبسيلانتي، ميشيغان، وهي مغن أمريكية.

## وصلات خارجية
- الموقع الرسمي
- الملكة نيجا على موقع IMDb (الإنجليزية)
- الملكة نيجا على موقع ميوزك برينز (الإنجليزية)
- الملكة نيجا على موقع أول ميوزيك (الإنجليزية)
- الملكة نيجا على موقع ديسكوغز (الإنجليزية)